# Pérez Pérez
Pérez Pérez es un pueblo en la Provincia de Camagüey en Cuba. Es parte del municipio de Florida.

## Visión general
El pueblo está localizado en la parte occidental de la provincia, entre Florida y Camagüey. La población estimada es de 76.

## Economía
La economía está centrada encima del ganado y cultivos.

## Educación
La Escuela rural "Escuela Eduardo Rural Panizo Bustos" es la escuela única en el área.